# Habemus Papam
Habemus Papam! (Imamo papu!) objava je na latinskom jeziku koju izriče kardinal protođakon pri odabiru novoga pape, poglavara Katoličke Crkve. Objava se izriče sa središnjeg balkona bazilike Svetog Petra u Vatikanu. Nakon objave, novoizabrani papa se predstavlja i daje svoj prvi blagoslov „Urbi et Orbi” (Gradu i svijetu). 

## Sadržaj
Izjava koju daje kardinal glasi:
Annuntio vobis gaudium magnum:

 Habemus Papam!

 Eminentissimum ac reverendissimum Dominum,

 Dominum...ime.

 Sanctae Romanae Ecclesiae Cardinalem...prezime...

 Qui sibi nomen imposuit...papinsko ime...
Prijevod na hrvatski jezik:
Objavljujem vam veliku radost:

 Imamo papu!

 Najčasnijeg i najuzoritijeg gospodina,

 Gospodina...ime...

 Kardinala Svete Rimske Crkve...prezime...

 Koji si je uzeo ime...papinsko ime...
Primjer iz izbora kardinala Bergoglia: 
Annuntio vobis gaudium magnum: 

 Habemus Papam! 

 eminentissimum ac reverendissimum Dominum, 

 Dominum Georgium Marium 

 Sanctae Romanae Ecclesiae Cardinalem Bergoglio 

 Qui sibi nomen imposuit Franciscum.
Primjer iz izbora kardinala Prevosta: 
Annuntio vobis gaudium magnum: 

 Habemus Papam! 

 eminentissimum ac reverendissimum Dominum, 

 Dominum Robertum Franciscum 

 Sanctae Romanae Ecclesiae Cardinalem Prevost 

 Qui sibi nomen imposuit Leonem Decimum Quatrum.
U objavi Habemus Papam! koju je izrekao kardinal protođakon Jorge Arturo Medina Estevez, dana 19. travnja 2005., nakon izbora kardinala Josepha Ratzingera za papu Benedikta XVI., dodani su pozdravi na nekoliko jezika:
- Fratelli e sorelle carissimi (tal.)
- Queridísimos hermanos y hermanas (šp.)
- Bien chers frères et sœurs (fr.)
- Liebe Brüder und Schwestern (njem.)
- Dear brothers and sisters (engl.)

### Izricanje imena novog pape
Ime kardinala i novoizabranog pape izriče se u akuzativu jednine latinskog jezika (npr. Eugenium, Angelum Iosephum, Ioannem Baptistam, Albinum, Carolum, Iosephum, Georgium Marium...), a prezime kardinala se izgovara u izvorniku (npr. Pacelli, Roncalli, Montini, Luciani, Wojtyła, Ratzinger, Bergoglio). Papinsko ime može se izreći u genitivu ili akuzativu na latinskom jeziku.

## Povijest
Tekst objave djelomično je nadahnut Evanđeljem po Luki (2: 10-11), koji bilježi riječi anđela koji najavljuje pastirima rođenje Mesije: 
Usvajanje ove formule datira od izbora pape Martina V. (1417.), kojeg za novog papu izabraše kardinali iz različitih zemalja na saboru u Konstanzu. Za vrijeme njegova pontifikata, djelovala su još dvojica protupapa: Ivan XXIII. i Benedikt XIII. Dvije godine nakon što su protupape svrgnute, vijeće bira novog papu. Njegova najava se može tumačiti kao: „(Konačno) imamo papu (i samo jednog!)”.

## Popis protođakona
Ovo je popis kardinala protođakona koji su izricali objavu:
| kardinal                        | papa             | godina |
| ------------------------------- | ---------------- | ------ |
| 15. stoljeće                    |                  |        |
| Francesco Piccolomini           | Inocent XIII.    | 1484.  |
| Francesco Piccolomini           | Aleksandar VI.   | 1492.  |
| 16. stoljeće                    |                  |        |
| Raffaele Riario                 | Pio III.         | 1503.  |
| Raffaele Riario                 | Julije II.       | 1503.  |
| Alessandro Farnese              | Lav X.           | 1513.  |
| Marco Cornaro                   | Hadrijan VI.     | 1522.  |
| Marco Cornaro                   | Klement VII.     | 1523.  |
| Innocenzo Cibo                  | Pavao III.       | 1534.  |
| Innocenzo Cibo                  | Julije III.      | 1550.  |
| Francesco Pisani                | Pio III.         | 1555.  |
| Francesco Pisani                | Marcel II.       | 1555.  |
| Alessandro Farnese              | Pio IV.          | 1559.  |
| Giulio Feltre della Rovere      | Pio V.           | 1566.  |
| Girolamo Simoncelli             | Grgur XIII.      | 1572.  |
| Luigi d'Este                    | Siksto V.        | 1585.  |
| Francesco Sforza di Santa Fiora | Urban VII.       | 1590.  |
| Andreas von Österreich          | Grgur XIV.       | 1590.  |
| Andreas von Österreich          | Inocent IX.      | 1591.  |
| Andreas von Österreich          | Klement VIII.    | 1592.  |
| 17. stoljeće                    |                  |        |
| Francesco Sforza di Santa Fiora | Lav XI.          | 1605.  |
| Francesco Sforza di Santa Fiora | Pavao IV.        | 1605.  |
| Andrea Baroni Peretti Montalto  | Grgur XV.        | 1621.  |
| Alessandro d'Este               | Urban VIII.      | 1623.  |
| Giangiacomo Teodoro Trivulzio   | Aleksandar VII.  | 1655.  |
| Rinaldo d'Este                  | Klement IX.      | 1667.  |
| Francesco Barberini             | Inocent X.       | 1644.  |
| Francesco Maidalchini           | Klement X.       | 1670.  |
| Francesco Maidalchini           | Inocent XI.      | 1676.  |
| Francesco Maidalchini           | Aleksandar VIII. | 1689.  |
| Urbano Saccetti                 | Inocent XII.     | 1691.  |
| 18. stoljeće                    |                  |        |
| Benedetto Pamphilj              | Klement XI.      | 1700.  |
| Benedetto Pamphilj              | Inocent XIII.    | 1721.  |
| Benedetto Pamphilj              | Benedikt XIII.   | 1724.  |
| Lorenzo Altieri                 | Klement XII.     | 1730.  |
| Carlo Maria Marini              | Benedikt XIV.    | 1740.  |
| Alessandro Albani               | Klement XIII.    | 1758.  |
| Alessandro Albani               | Klement XIV.     | 1769.  |
| Alessandro Albani               | Pio VI.          | 1775.  |
| 19. stoljeće                    |                  |        |
| Antonio Doria Pamphili          | Pio VII.         | 1800.  |
| Fabrizio Ruffo                  | Lav XII.         | 1823.  |
| Giuseppe Albani                 | Pio VIII.        | 1829.  |
| Giuseppe Albani                 | Grgur XVI.       | 1831.  |
| Tommaso Riario Sforza           | Pio IX.          | 1846.  |
| Prospero Caterini               | Lav XIII.        | 1878.  |
| 20. stoljeće                    |                  |        |
| Luigi Macchi                    | Pio X.           | 1903.  |
| Francesco Salesio Della Volpe   | Benedikt XV.     | 1914.  |
| Gaetano Bisleti                 | Pio XI.          | 1922.  |
| Camillo Caccia-Dominioni        | Pio XII.         | 1939.  |
| Nicola Canali                   | Ivan XXIII.      | 1958.  |
| Alfredo Ottaviani               | Pavao VI.        | 1963.  |
| Pericle Felici                  | Ivan Pavao I.    | 1978.  |
| Pericle Felici                  | Ivan Pavao II.   | 1978.  |
| 21. stoljeće                    |                  |        |
| Jorge Medina Estévez            | Benedikt XVI.    | 2005.  |
| Jean-Louis Tauran               | Franjo           | 2013.  |
| Dominique Mamberti              | Lav XIV.         | 2025.  |